# Октав Мирбо
Октав Мирбо (фр. Octave Mirbeau; Тревиер, 16. фебруар 1848 — Париз, 16. фебруар 1917) био је француски новинар, полемичар, књижевни критичар, романсијер и драмски писац. Једна је од најинтересантнијих и најоригиналнијих фигура књижевног света из периода Belle epoque. Велики је био демистификатор.

## Биографија
После дугогодишњег „проституисања“ свога пера и писања за новац у туђе име, Октав Мирбо је доживео успех првим романом који је потписао својим именом, Голгота (Le Calvaire, 1886). Затим је објавио Опата Жила (L'Abbé Jules, 1888), први француски роман у коме се осећа утицај Достојевског, и Себастијена Рока (Sébastien Roch, 1890), узбудљиву приповест о силовању једног малолетника од стране католичког свештеника. Његова два најчувенија романа су Врт мучења (Le Jardin des supplices, 1899), у коме показује “закон убиства” који управља људским друштвима, и Дневник једне собарице (Le Journal d'une femme de chambre, 1900), оштру сатиру уперену против француског друштва из “Belle Époque”, роман према коме су Жан Реноар (1946) и Луис Буњуел (1964) снимили филм. У своја два последња романа, Регистарска таблица 628-Е (La 628-E8, 1907), у коме је реч о путовању аутомобилом кроз Белгију, Холандију и Немачку и Динго (Dingo, 1913), чији је јунак његов сопствени пас, Мирбо одбацује поетику реалистичког романа XIX века.
У позоришту, Мирбо је тријумфовао својом великом комедијом нарави и карактера, Посао је посао (Les affaires sont les affaires, 1903), у којој се појављује нови тип пословног човека, Изидор Леша. Приказано је и његових шест сасвим модерних једночинки под насловом Фарсе и моралитети (Farces et moralités).
Ангажовани интелектуалац анархистичке инспирације, Мирбо је био страствени бранитељ капетана Алфреда Драјфуса и жестоко је критиковао политичке институције грађанског друштва и капиталистичку економију.
Уметнички критичар обдарен великом луцидношћу и добрим укусом, Мирбо је бранио Клода Монеа, Камија Писароа и Огиста Родена и открио Винсента Ван Гога, Камиј Клодел и Аристида Мајола. Његови чланци објављени су, у два тома, под насловом Естетичке битке (Combats esthétiques, 1993).

## Прототип ангажованог писца
Прототип је ангажованог писца, он је анархиста и индивидуалац и велики демисификатор људске природе и институција које отуђују људе, тлаче их и убијају. Зачео је естетику откровења и одредио себи мисију да „оне који се понашају као да не виде присили да погледају Медузу у лице“. Зато је почео да преиспитује, не само буржоаско друштво и капиталистичку економију, него и владајућу идеологију и традиционалне књижевне форме, јер сви они доприносе умртвљавању савести и стварању лажне и непотпуне слике о нашој судбини и о судбини друштва. Нарочито се истицао у борби за напуштање тзв. реалистичког романа. Одбацујући натурализам, академизам и симболизам, нашао је свој пут негде између импресионизма и експресионизма, а велики број писаца двадесетог века његови су дужници.